# John G. Utterback

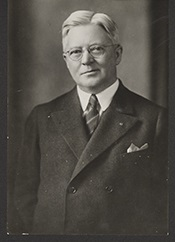
John G. Utterback (1933)

John Gregg Utterback (* 12. Juli 1872 in Franklin, Indiana; † 11. Juli 1955 in Bangor, Maine) war ein US-amerikanischer Politiker. Zwischen 1933 und 1935 vertrat er den Bundesstaat Maine im US-Repräsentantenhaus.

## Werdegang
John Utterback war ein Cousin von Hubert Utterback (1880–1942), der zwischen 1935 und 1937 für den Staat Iowa im Kongress saß. Er besuchte die öffentlichen Schulen seiner Heimat und arbeitete dann zwischen 1889 und 1892 in einem Betrieb, der Kutschen herstellte. Zwischen 1892 und 1905 war er als fahrender Händler unterwegs. Dabei wohnte er unter anderem in Jackson (Michigan), Rochester (New York) und Winchester (Massachusetts).
Im Jahr 1905 ließ sich Utterback in Bangor (Maine) nieder, wo er Kutschen verkaufte. Später passte er sich der Entwicklung hin zu Motorfahrzeugen an und stieg in den Automobilhandel ein. Zwischen 1912 und 1914 war er Stadtverordneter bzw. Gemeinderat in Bangor. Von 1914 bis 1915 amtierte er auch als Bürgermeister dieser Stadt. In den folgenden Jahren arbeitete er weiter in der Automobilbranche. Im Jahr 1930 war er Vorsitzender des Maine Motor Vehicles Committee.
Utterback war Mitglied der Demokratischen Partei. 1932 war er Delegierter zur Democratic National Convention in Chicago, auf der Franklin D. Roosevelt als Präsidentschaftskandidat nominiert wurde. Im selben Jahr wurde er im dritten Wahlbezirk von Maine in das US-Repräsentantenhaus in Washington, D.C. gewählt, wo er am 4. März 1933 sein neues Mandat antrat. Der Wahlausgang gegen den Republikaner Owen Brewster war mit einem Vorsprung von 324 Stimmen äußerst knapp. Brewster witterte Wahlbetrug und legte gegen den Wahlausgang erfolglos Beschwerde ein. Bei der nächsten Wahl im Jahr 1934 musste sich Utterback dann Brewster geschlagen geben. Damit konnte er bis zum 3. Januar 1935 nur eine Legislaturperiode im Kongress absolvieren. In dieser Zeit wurde der 21. Verfassungszusatz verabschiedet, durch den der 18. Zusatzartikel aus dem Jahr 1919 aufgehoben wurde, der das bundesweite Prohibitionsgesetz eingeführt hatte. Utterback unterstützte die Aufhebung des Alkoholverbots.
Zwischen 1935 und 1944 war Utterback US Marshal für Maine. Außerdem war er weiterhin im Automobilgeschäft tätig. Dabei wurde er Präsident der Utterback Corp. John Utterback starb am 11. Juli 1955 in Bangor; dort wurde er auch beigesetzt.